# 高春香
高春香，香港著名社运人士，為菜园村关注组主席，主要在爭取因興建廣深港高速鐵路香港段遷拆菜園村之村民權益問題。
- 商路權拍枱 高春香道歉[永久]